# Spoonman
«Spoonman» (en español, hombre cuchara) es una canción del grupo de grunge de Seattle Soundgarden. Aparece en su álbum de 1994 Superunknown y fue editado como el primer sencillo del álbum en febrero del mismo año. Más tarde aparecería en su álbum de grandes éxitos A-Sides. Spoonman es considerada como una de las canciones que lanzaron a Soundgarden al éxito.
Originalmente escrita para la banda sonora de la película Singles, en 1992. Por esa época, Soundgarden, junto con Pearl Jam, estaba trabajando en la banda sonora de esta película. El bajista de Pearl Jam, Jeff Ament, tenía como cargo crear el nombre de un grupo ficticio que aparecería en la película. Antes de decidir Citizen Dic como nombre, Ament había confeccionado una lista de nombre potenciales, en la cual aparecía Spoonman. El nombre estaba inspirado en el artista Artis the Spoonman, un artista callejero de Santa Cruz, California, y posteriormante en Seattle, quien tocaba música con un repertorio de cucharas.
El vocalista de Soundgarden Chris Cornell usó nombres de la lista para crear canciones para la película. Spoonman era una de ellas, creando además una versión acústica para la película. Esta versión primigenia de la canción se puede escuchar como fondo durante una escena de la película. Más allá de dejar la canción solamente para película, Soundgarden comenzó a trabajar en una versión eléctrica de Spoonman. La banda la tocaría en su gira de 1993 junto con Neil Young.
Soundgarden editó el sencillo un mes antes de la salida del álbum. Poco después, la canción se volvería altamente popular, llegando a posiciones altas en las listas de rock. Ganaría más tarde el premio Grammy de 1995 por la mejor interpretación de Metal.
La inspiración de la canción, Artis Spoonman, tomó un puesto importante en la propia canción. La versión final de la canción incluía a Artis the Spoonman tocando sus cucharas como una parte instrumental de la canción. El vídeo musical de la canción también muestra a Artis, siendo él el centro de atención en lugar de la banda. Esta canción popularizó a Artis Spoonman, provocando que fuera un fenómeno a nivel mundial.

## Posiciones en listas
| Listas (1994)             | Posiciones |
| ------------------------- | ---------- |
| US Mainstream Rock Tracks | 3          |
| US Modern Rock Tracks     | 9          |
| Listas de Nueva Zelanda   | 10         |
| Listas de Canadá          | 12         |
| UK Singles Chart          | 20         |
| Listas de Australia       | 23         |
| Listas de Irlanda         | 23         |
| Listas de Holanda         | 37         |
| Listas de Suecia          | 37         |

## Listado de temas
Lanzamiento Europeo en CD y Vinilo de 12 pulgadas
1. «Spoonman» - 4:06
2. «Fresh Tendrils» - 4:16
3. «Cold Bitch» - 5:01

Lanzamiento en el Reino Unido de Casete y Vinilo de 7 pulgadas
1. «Spoonman» - 4:06
2. «Fresh Tendrils» - 4:16

Lanzamiento Promocional en CD en Estados Unidos
1. «Spoonman» (editada) - 3:50
2. «Spoonman» (versión LP) - 4:16

Lanzamiento en CD en Alemania
1. «Spoonman» (editada) - 3:51
2. «Cold Bitch» - 5:01
3. «Exit Stonehenge» - 1:19

Lanzamiento Promocional para DJ's en el Reino Unido
1. «Spoonman» - 4:06

Lanzamiento en CD en Australia y Canadá
1. «Spoonman» - 4:06
2. «Cold Bitch» - 5:01